# Elena Delle Donne
Elena Delle Donne (Wilmington, 5 settembre 1989) è un'ex cestista statunitense.

## Biografia
Colpita dalla malattia di Lyme, per il suo impegno nel far conoscere la patologia, il 5 aprile 2014 è stata insignita dello Star Light Award dalla Lyme Research Alliance. Malgrado tale malattia, che la costringe nel luglio 2020 a prendere oltre 60 pillole al giorno rendendola comunque soggetta ad ammalarsi facilmente, durante l'epidemia di COVID-19 è stata costretta a giocare a rischio della vita, dovendo dichiarare 
Durante un'intervista concessa a Vogue ha dichiarato di essere omosessuale; ha sposato la compagna Amanda Clifton il 3 novembre 2017.

## Carriera

### WNBA (2013 - )

#### Chicago Sky (2013-2016)

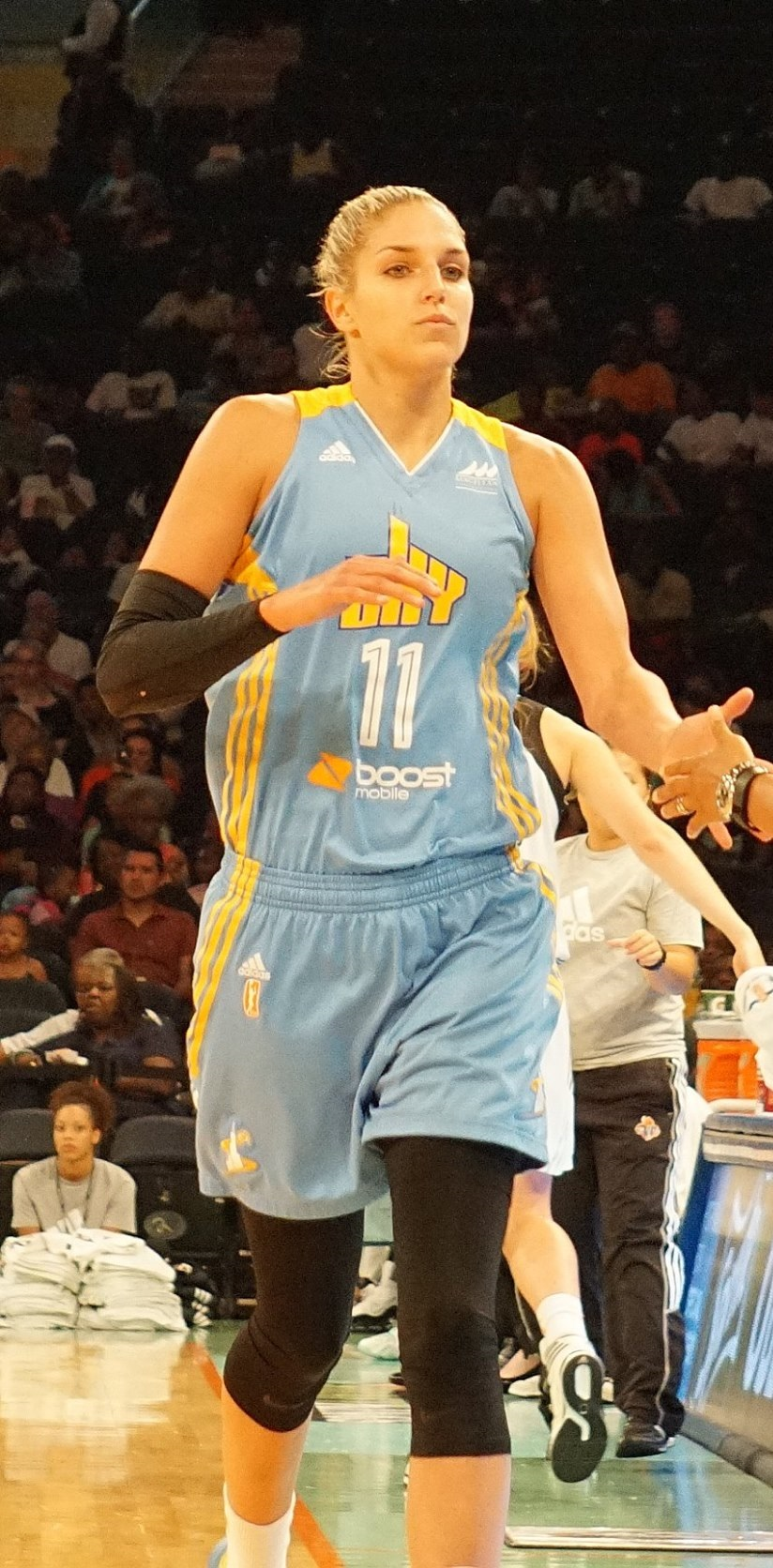
Delle Donne al Madison Square Garden con la maglia di Chicago Sky nel 2015

Dopo la carriera collegiale a Delaware, Delle Donne viene selezionata al draft WNBA 2013 come seconda scelta da Chicago Sky, che nella precedente stagione aveva subito 20 sconfitte a fronte di sole 14 vittorie. Al debutto in WNBA mette a referto 22 punti contro Phoenix Mercury, guidando la propria squadra alla vittoria col punteggio di 102-80. Ha ottenuto il maggior numero di voti nella lega per l'All-Star Game 2013, cosa mai avvenuta prima per una rookie; tuttavia, a causa di un infortunio è costretta a saltare l'All-Star Game. Grazie al suo contributo le Chicago Sky si qualificano ai playoffs per la prima volta nella storia della franchigia, con la posizione numero 1 nella Eastern Conference. Alla fine della stagione Delle Donne riceve il premio di Rookie dell'anno.
Durante la regular season Delle Donne gioca solo 16 partite per l'acutizzarsi della malattia di Lyme, giocando in media 19 minuti a partita nelle ultime 7 partite della stagione. Durante i play-off realizza 34 punti in una partita contro le Atlanta Dream, nonché il canestro decisivo della serie a 8,2 secondi dal termine della gara vinta in rimonta da Chicago, dopo essere stata sotto di 17 punti a 8 minuti e 12 secondi dal termine. Nella serie di semifinale con Indiana Fever gioca poco a causa di un infortunio alla schiena, ma Chicago si qualifica lo stesso alle WNBA finals. Nella prima partita Elena Delle Donne gioca solo 10 minuti; nelle due successive partite realizza 45 punti in 68 minuti, ma non riesce ad evitare la sconfitta per 3-0, che vede le Phoenix Mercury vincere il titolo.
Il 16 settembre 2015 viene nominata MVP della stagione regolare, grazie ai 23,4 punti di media a partita, una percentuale di 95% sui tiri liberi e ai molti rimbalzi presi (terza miglior rimbalzista della stagione). Realizza il suo record di punti in carriera in una partita vinta all'overtime con Atlanta, segnando 45 punti e stabilendo il record WNBA di 19 tiri liberi consecutivi.
Nella stagione 2016 mantiene una media di 21,5 punti a partita, trascinando Chicago ai playoffs con 18 vittorie e 16 sconfitte, che valgono la quarta posizione nel tabellone e l'accesso diretto al secondo turno. A causa di un infortunio al pollice destro, occorso in una partita con Washington Mystics, è costretta a saltare le ultime gare della stagione e i playoffs. Anche senza Delle Donne, Chicago raggiunge le Finals dove perde 3-1 con le Los Angeles Sparks.
Qualche giorno prima di diventare free agent viene ceduta a Washington in una trade che coinvolge Stefanie Dolson, Kahleah Copper e la seconda scelta assoluta del draft WNBA 2017.

#### Washington Mystics (2017-2019)
Il debutto di Delle Donne in maglia Mystics avviene il 14 maggio 2017 quando mette a referto 26 punti nella vittoria 89-74 ai danni di San Antonio Stars. Il 19 maggio realizza il suo record di punti stagionale (27) nella sconfitta con le Los Angeles Sparks. A causa dell'assenza di Emma Meesseman, Delle Donne gioca da ala grande nella squadra. Il 14 luglio si infortuna alla caviglia ed è costretta a saltare l'All-Star Game 2017. Il 25 luglio migliora il proprio record stagionale di punti, nella doppia doppia da 29 punti e 10 rimbalzi nella vittoria con San Antonio al suo ritorno dall'infortunio. Rimane fuori due settimane per un infortunio al pollice sinistro subito nella partita con le Atlanta Dream. Al suo rientro il 25 agosto segna 15 punti con New York Liberty. Il primo settembre segna 37 punti, con 6 triple (suo record in carriera) nella vittoria all'overtime con Seattle, permettendo alle Mystics di qualificarsi ai play-off con la posizione numero 6 nel tabellone. Washington avanza per la prima volta nella storia alle semifinali, grazie alle vittorie su Dallas e New York. Le Mystics vengono, però, eliminate 3-0 da Minnesota in semifinale.
Nel 2018 Delle Donne gioca stabilmente da ala grande, in quanto Meesseman salta la stagione per giocare il campionato del mondo FIBA con la nazionale belga. Il 13 giugno realizza 36 punti con Connecticut Sun, che le valgono il record stagionale. Segnando 23 punti con Atlanta Dream, diventa la giocatrice più rapida a superare quota 3000 punti in WNBA, dopo sole 148 partite: il record precedente di 151 apparteneva a Diana Taurasi e Seimone Augustus. Per la quinta volta in carriera viene scelta per giocare all'All-Star Game. Chiude la stagione con una media di 20,7 punti a partita e permettendo alle Mystics di qualificarsi ai playoffs con la posizione numero 3, che garantisce l'accesso diretto al secondo turno. Dopo la vittoria nella serie con Los Angeles, Washington avanza alle semifinali per la seconda volta consecutiva, con Delle Donne che segna 19 punti nella gara decisiva. In gara-1 delle semifinali con le Atlanta Dream, Delle Donne realizza 32 punti, guidando il suo team alla vittoria 87-84. La serie si protrae fino a gara-5 e vede vittoriose proprio le Mystics, grazie anche alla freddezza dalla linea del tiro libero di Elena Delle Donne nei minuti finali della partita decisiva. Per la prima volta nella loro storia Washington avanza alle finali WNBA, con Delle Donne che viaggia a una media di 19,6 punti e 9,5 rimbalzi a partita nei play-off. Le Mystics perdono, però, la serie finale 3-0 contro la testa di serie numero 1 Seattle.

### Nazionale
Durante gli anni del college, Delle Donne viene scelta per rappresentare la nazionale statunitense all'Universiade di Shenzen di agosto, vincendo la medaglia d'oro e mantenendo una media di 15,7 punti, 8,5 rimbalzi e 3 assist a partita: nella partita conclusiva vinta con Taiwan 101-66, Delle Donne mette a referto 18 punti, 11 rimbalzi e 8 assist.
A causa di un infortunio alla schiena non può partecipare ai campionati del mondo del 2014. Partecipa, invece, alle Olimpiadi di Rio de Janeiro nel 2016, dove la nazionale americana vince la sua ottava medaglia d'oro. Delle Donne, che è costretta a saltare la partita con la Cina a causa di un colpo rimediato dalla compagna Tamika Catchings all'occhio destro durante il riscaldamento, diventa la sesta olimpionica proveniente dall'università di Delaware.
Nel 2018 partecipa al campionato mondiale in Spagna: nella partita di esordio mette a referto 19 punti, con l'80% dal campo, contro il Senegal; questa è anche l'unica partita del torneo in cui riesce ad arrivare in doppia cifra. Conquista la medaglia d'oro dopo la vittoria in finale con l'Australia, chiudendo con una media di 7,8 punti e 3,6 rimbalzi a partita.

## Statistiche

### College
| Anno      | Squadra            | PG  | PT  | MP   | TC%  | 3P%  | TL%  | RP   | AP  | PRP | SP  | PP   |
| --------- | ------------------ | --- | --- | ---- | ---- | ---- | ---- | ---- | --- | --- | --- | ---- |
| 2009-2010 | Delaware F.B. Hens | 29  | 28  | 37,5 | 47,7 | 41,3 | 89,8 | 8,8  | 1,9 | 1,3 | 2,1 | 26,7 |
| 2010-2011 | Delaware F.B. Hens | 22  | 21  | 35,6 | 41,9 | 35,0 | 94,4 | 7,8  | 1,8 | 1,0 | 2,6 | 25,3 |
| 2011-2012 | Delaware F.B. Hens | 33  | 32  | 33,8 | 52,0 | 41,3 | 88,9 | 10,3 | 2,3 | 1,2 | 2,6 | 28,1 |
| 2012-2013 | Delaware F.B. Hens | 30  | 30  | 33,0 | 48,7 | 45,2 | 92,1 | 8,5  | 1,9 | 0,9 | 2,3 | 26,0 |
| Carriera  | Carriera           | 114 | 111 | 34,9 | 48,1 | 40,9 | 91,0 | 8,9  | 2,0 | 1,1 | 2,4 | 26,7 |

### WNBA

#### Regular season
| Anno     | Squadra       | PG  | PT  | MP   | TC%  | 3P%  | TL%  | RP  | AP  | PRP | SP  | PP   |
| -------- | ------------- | --- | --- | ---- | ---- | ---- | ---- | --- | --- | --- | --- | ---- |
| 2013     | Chicago Sky   | 30  | 30  | 31,4 | 42,6 | 43,8 | 92,9 | 5,6 | 1,8 | 0,7 | 1,8 | 18,1 |
| 2014     | Chicago Sky   | 16  | 9   | 25,5 | 42,9 | 36,4 | 93,3 | 4,0 | 1,1 | 0,6 | 1,5 | 17,9 |
| 2015     | Chicago Sky   | 31  | 31  | 33,3 | 46,0 | 31,3 | 95,0 | 8,4 | 1,4 | 1,1 | 2,0 | 23,4 |
| 2016     | Chicago Sky   | 28  | 28  | 33,1 | 48,5 | 42,6 | 93,5 | 7,0 | 1,9 | 0,6 | 1,5 | 21,5 |
| 2017     | Wash. Mystics | 25  | 25  | 30,3 | 49,4 | 38,8 | 95,3 | 6,8 | 1,6 | 0,8 | 1,4 | 19,7 |
| 2018     | Wash. Mystics | 29  | 29  | 32,2 | 48,8 | 40,5 | 88,7 | 7,2 | 2,3 | 0,9 | 1,4 | 20,7 |
| 2019†    | Wash. Mystics | 31  | 31  | 29,1 | 51,5 | 43,0 | 97,4 | 8,2 | 2,2 | 0,6 | 1,3 | 19,5 |
| 2021     | Wash. Mystics | 3   | 3   | 17,3 | 48,1 | 60,0 | 100  | 4,3 | 0,7 | 0,0 | 0,3 | 13,7 |
| 2022     | Wash. Mystics | 25  | 25  | 27,8 | 48,0 | 36,8 | 91,3 | 6,3 | 2,3 | 0,5 | 1,1 | 17,2 |
| 2023     | Wash. Mystics | 23  | 23  | 27,5 | 48,5 | 39,3 | 93,8 | 5,4 | 2,1 | 0,8 | 0,9 | 16,7 |
| Carriera | Carriera      | 241 | 234 | 30,2 | 47,5 | 39,2 | 93,7 | 6,7 | 1,9 | 0,7 | 1,4 | 19,5 |

#### Play-off
| Anno     | Squadra       | PG | PT | MP   | TC%  | 3P%  | TL%  | RP  | AP  | PRP | SP  | PP   |
| -------- | ------------- | -- | -- | ---- | ---- | ---- | ---- | --- | --- | --- | --- | ---- |
| 2013     | Chicago Sky   | 2  | 2  | 32,0 | 38,1 | 0,0  | 100  | 3,5 | 2,0 | 0,5 | 2,0 | 15,0 |
| 2014     | Chicago Sky   | 9  | 9  | 31,0 | 48,2 | 37,9 | 91,9 | 3,3 | 1,6 | 0,3 | 1,6 | 16,8 |
| 2015     | Chicago Sky   | 3  | 3  | 36,3 | 50,0 | 43,8 | 100  | 6,3 | 2,0 | 0,7 | 1,0 | 21,7 |
| 2017     | Wash. Mystics | 5  | 5  | 34,8 | 44,9 | 44,4 | 95,7 | 8,0 | 2,0 | 0,0 | 0,8 | 20,0 |
| 2018     | Wash. Mystics | 8  | 8  | 34,5 | 45,3 | 34,6 | 100  | 9,5 | 2,9 | 0,6 | 0,9 | 19,6 |
| 2019†    | Wash. Mystics | 9  | 9  | 30,2 | 50,4 | 39,4 | 88,5 | 6,6 | 2,0 | 0,9 | 1,6 | 16,9 |
| 2022     | Wash. Mystics | 2  | 2  | 33,0 | 51,6 | 11,1 | 100  | 2,5 | 5,0 | 0,5 | 1,0 | 19,0 |
| 2023     | Wash. Mystics | 2  | 2  | 36,5 | 32,1 | 0,0  | 100  | 4,5 | 3,5 | 0,5 | 1,0 | 11,0 |
| Carriera | Carriera      | 40 | 40 | 32,8 | 46,7 | 34,8 | 95,4 | 6,1 | 2,3 | 0,5 | 1,3 | 17,9 |

## Palmarès
- Campionato WNBA: 1

Washington Mystics: 2019
- WNBA Most Valuable Player: 2

2015, 2019
- WNBA Rookie of the Year (2013)
- 4 volte All-WNBA First Team (2015, 2016, 2018, 2019)
- All-WNBA Second Team (2013)
- WNBA All-Rookie First Team (2013)
- Miglior marcatrice WNBA (2015)
- 5 volte migliore tiratrice di liberi WNBA (2013, 2015, 2017, 2019, 2023)